# Македонія (Айова)
Македонія (англ. Macedonia) — місто (англ. city) в США, в окрузі Поттаваттамі штату Айова. Населення — 267 осіб (2020).

## Географія
Македонія розташована за координатами 41°11′31″ пн. ш. 95°25′36″ зх. д. / 41.19194° пн. ш. 95.42667° зх. д. (41.191928, -95.426772).  За даними Бюро перепису населення США в 2010 році місто мало площу 0,85 км², уся площа — суходіл.

## Демографія
Згідно з переписом 2010 року, у місті мешкало 246 осіб у 111 домогосподарстві у складі 71 родини. Густота населення становила 289 осіб/км².  Було 137 помешкань (161/км²).
Расовий склад населення:
| - 97,6 % — білих - 0,8 % — азіатів |

До двох чи більше рас належало 1,6 %. Частка іспаномовних становила 0,4 % від усіх жителів.
За віковим діапазоном населення розподілялося таким чином: 22,4 % — особи молодші 18 років, 61,7 % — особи у віці 18—64 років, 15,9 % — особи у віці 65 років та старші. Медіана віку мешканця становила 44,0 року. На 100 осіб жіночої статі у місті припадало 103,3 чоловіків;  на 100 жінок у віці від 18 років та старших — 96,9 чоловіків також старших 18 років.
Середній дохід на одне домашнє господарство  становив 55 720 доларів США (медіана — 51 250), а середній дохід на одну сім'ю — 71 166 доларів (медіана — 67 083). За межею бідності перебувало 10,2 % осіб, у тому числі 14,6 % дітей у віці до 18 років та 0,0 % осіб у віці 65 років та старших.
Цивільне працевлаштоване населення становило 139 осіб. Основні галузі зайнятості: освіта, охорона здоров'я та соціальна допомога — 20,9 %, роздрібна торгівля — 14,4 %, будівництво — 9,4 %, фінанси, страхування та нерухомість — 8,6 %.